# GVBASIC
GVBASIC是Basic语言的一种，是在GW-BASIC等语言上衍生出来的版本。该语言用于文曲星电子词典上，去掉了Basic一些功能如Call、屏幕颜色等，且编程时必须使用行号。